# Antimoniure d'aluminium-gallium
L'antimoniure d'aluminium-gallium, également antimoniure de gallium-aluminium ou AlGaSb (AlxGa1-xSb), est un composé semi-conducteur III-V ternaire. L'alliage peut contenir une proportion quelconque d'aluminium et de gallium ; c'est-à-dire que dans la formule, x peut prendre n'importe quelle valeur comprise 0 et 1. La formule AlGaSb fait généralement référence à une composition quelconque de l'alliage.
La largeur de bande interdite et la constante de réseau des alliages AlGaSb sont comprises entre celles de AlSb (a = 0,614 nm, Eg = 1,62 eV) et de GaSb (a = 0,610 nm, Eg = 0,73 eV) purs. Pour une composition intermédiaire, la bande interdite passe d'un gap indirect, comme pour l'AlSb pur, à un gap direct, comme pour le GaSb pur. Diverses valeurs de la composition à laquelle cette transition intervient ont été reportées au cours du temps, issues d'études numériques et expérimentales, les valeurs allant de x = 0,23 à x = 0,41,,.

## Préparation
Des films de AlGaSb ont été fabriqués par épitaxie par jet moléculaire, épitaxie par jet chimique (en) et épitaxie en phase liquide sur des substrats en arséniure de gallium et en antimoniure de gallium. Il est souvent incorporé dans des hétérostructures en couche avec d'autres composés III-V.

## Applications
AlGaSb a été utilisé dans des dispositifs tels que des transistors bipolaires à hétérojunction (en) et HEMT,,, des diodes à effet tunnel résonant (en), des cellules photovoltaïques, des lasers en infrarouge proche et dans un nouveau modulateur infrarouge. Il est quelquefois choisi comme intercouche ou couche tampon dans les études de puits quantiques en GaSb et en InAs.
L'AlGaSb riche en aluminium est parfois préféré à AlSb dans des hétérostructures, étant plus stable chimiquement et plus résistant à l'oxydation que l'AlSb pur,.